# 若一王子
若一王子（日语：にゃくいちおうじ）乃日本神佛習合的神祇，也稱為若王子（（日語）にゃくおうじ）。

## 概要
在熊野三山祭祀的三所權現、五所王子、四所明神等共12位神明裡，若一王子排行五所王子中的首位。若一王子的本地佛乃十一面觀音，亦將之視為天照大神或者瓊瓊杵尊。熊野本宮大社、熊野速玉大社將之供奉在第4殿，而熊野那智大社則供奉在第5殿。
由於熊野信仰在日本各地香火鼎盛，分靈出去許多神社。明治時期發生神佛分離事件，很多神社將若一王子改祀天照大神或瓊瓊杵尊，但也有部分神社仍維持主祭若一王子。

## 信仰
在日本，主祭若一王子的神社主要有下列：
- 若一王子神社（長野縣大町市）
- 若一王子神社（靜岡縣藤枝市）
- 若一神社（京都府京都市下京區）
- 周參見王子神社（和歌山縣西牟婁郡周參見町）：古稱「若一王子權現社」。

此外，和歌山縣田邊市裡有一座「若一王子權現碑」，但神社已不復存在。

## 內部連結
- 熊野三山
- 王子神
- 九十九王子

## 外部連結
- （日語）若一神社 （页面存档备份，存于）